# 武汉长江二桥
武汉长江二桥于1995年6月建成通车，是一座钢筋混凝土斜拉桥。全桥长4,407.6米，正桥长1,876米，主跨400米，桥面宽度29.4米。

## 历史
- 长江二桥于1988年设计，设计日通车量为5万辆。[4]
- 1995年建成通车。[4]
- 2000年起，日通车量在10万辆以上，最高达到19万辆。[4]
- 武汉地铁1号线曾经准备通过二桥过江，沿徐东大街及中北路、中南路，直至武昌傅家坡。在修建二桥时曾为此预留了3个可拆卸钢架，允许1号线借桥面中间两股车道过江。[5]后因长江二桥车流量远超预期而作罢，预留结构也在2003年大修后拆除。[6]
- 因长期超载超量超负荷运行，梁体出现下弯变形、局部裂缝等，2006年10月至2007年6月进行了大修。[4]
- 临近的二七大桥通车以来，长江二桥日车流量依然有12万多辆。[4]
- 2012年2月，武汉市将长江二桥大修列入计划，准备投资1.7亿元。[4]

## 相册

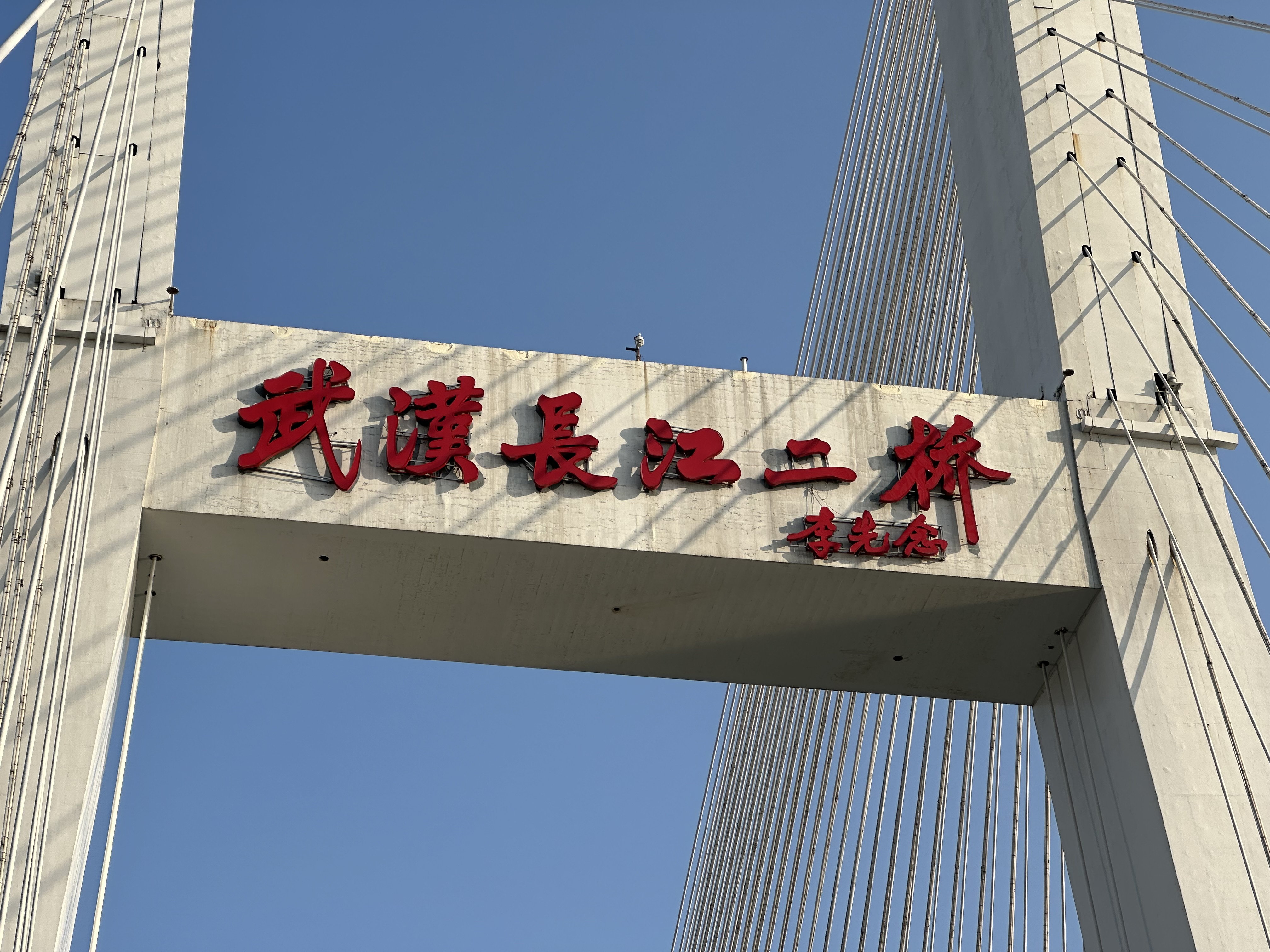
李先念题写的「武漢長江二橋」铭牌
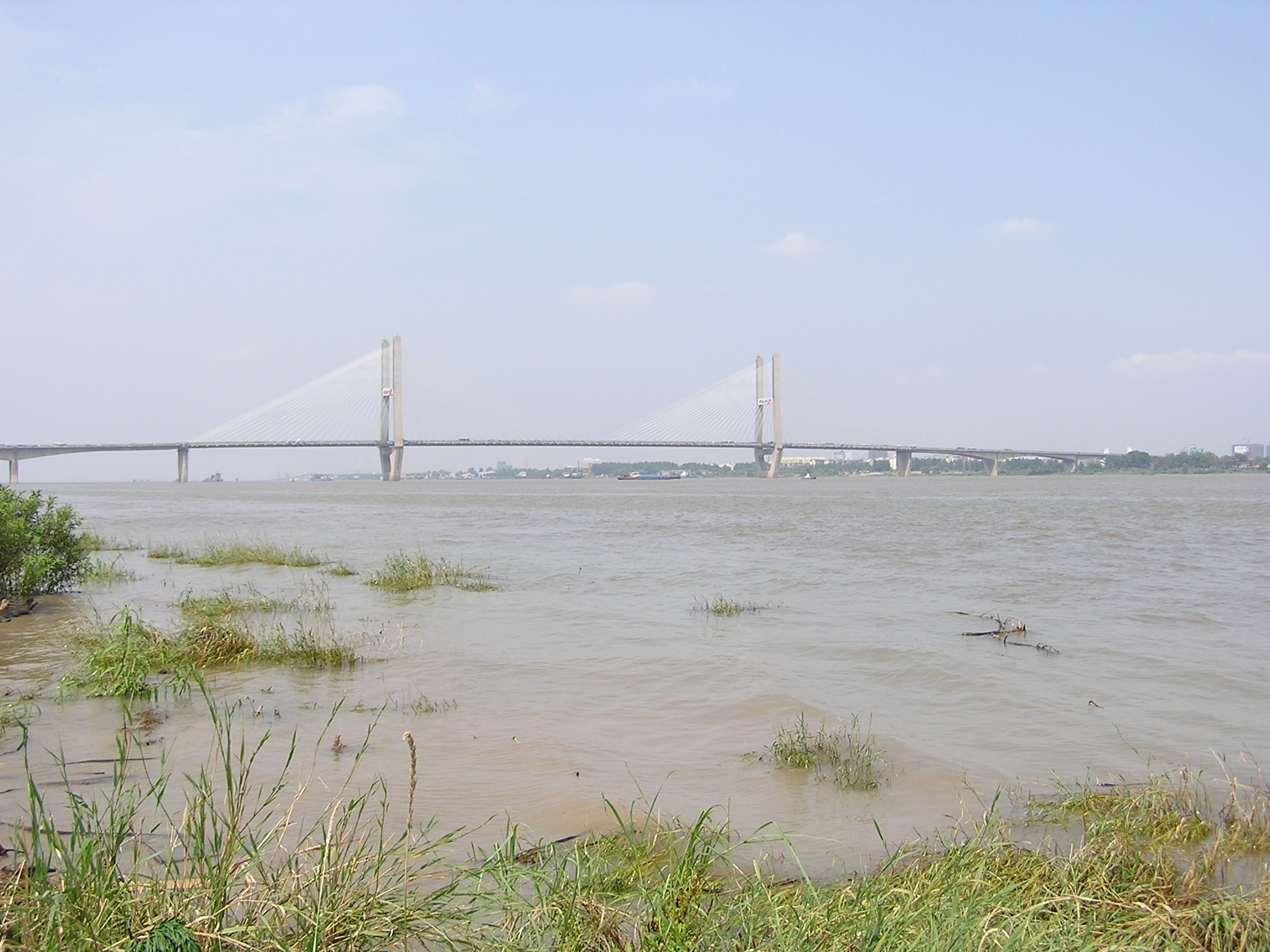
从汉口江滩眺望长江二桥，摄于2006年
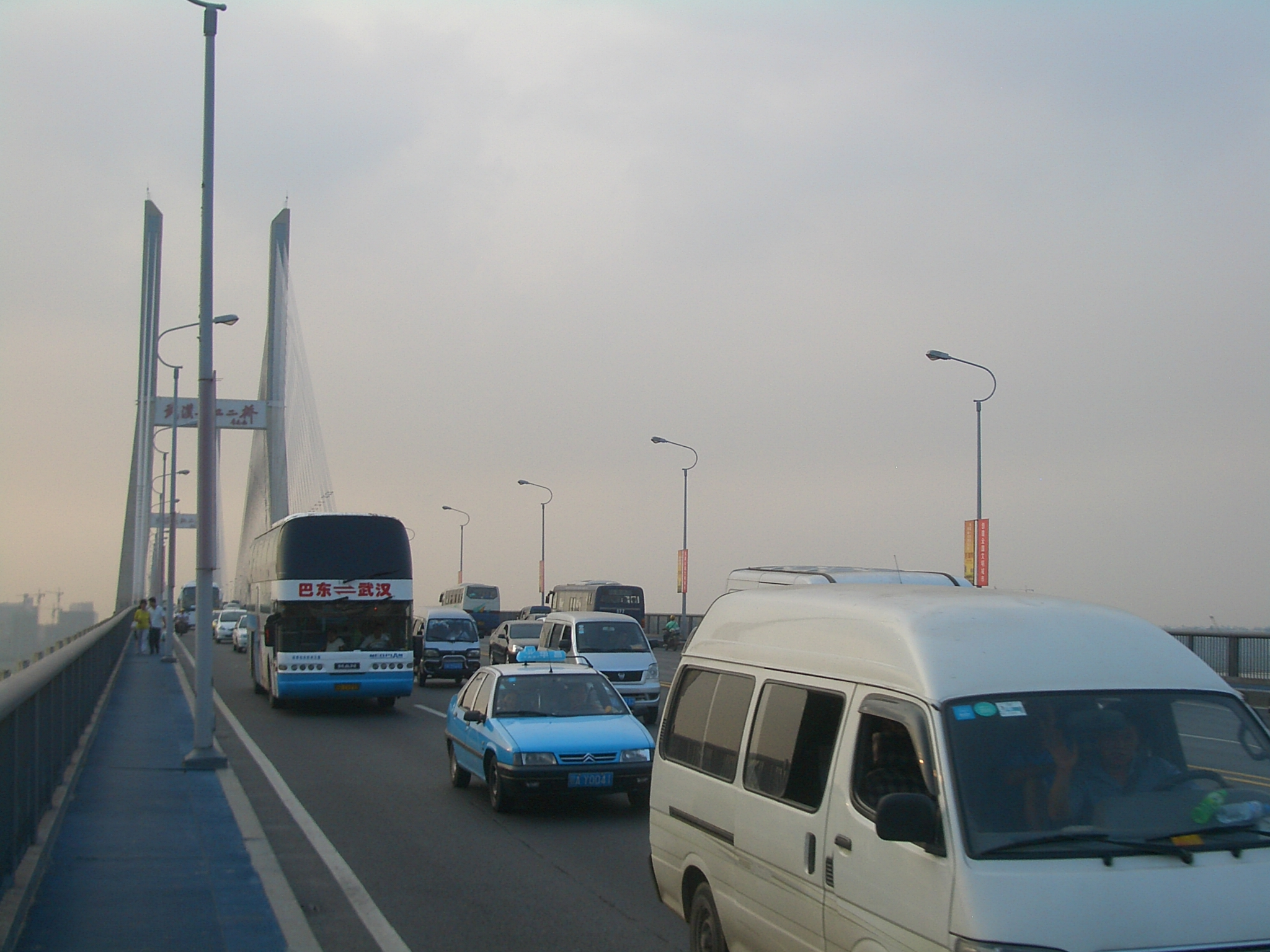
桥面通行的汽车，摄于2008年
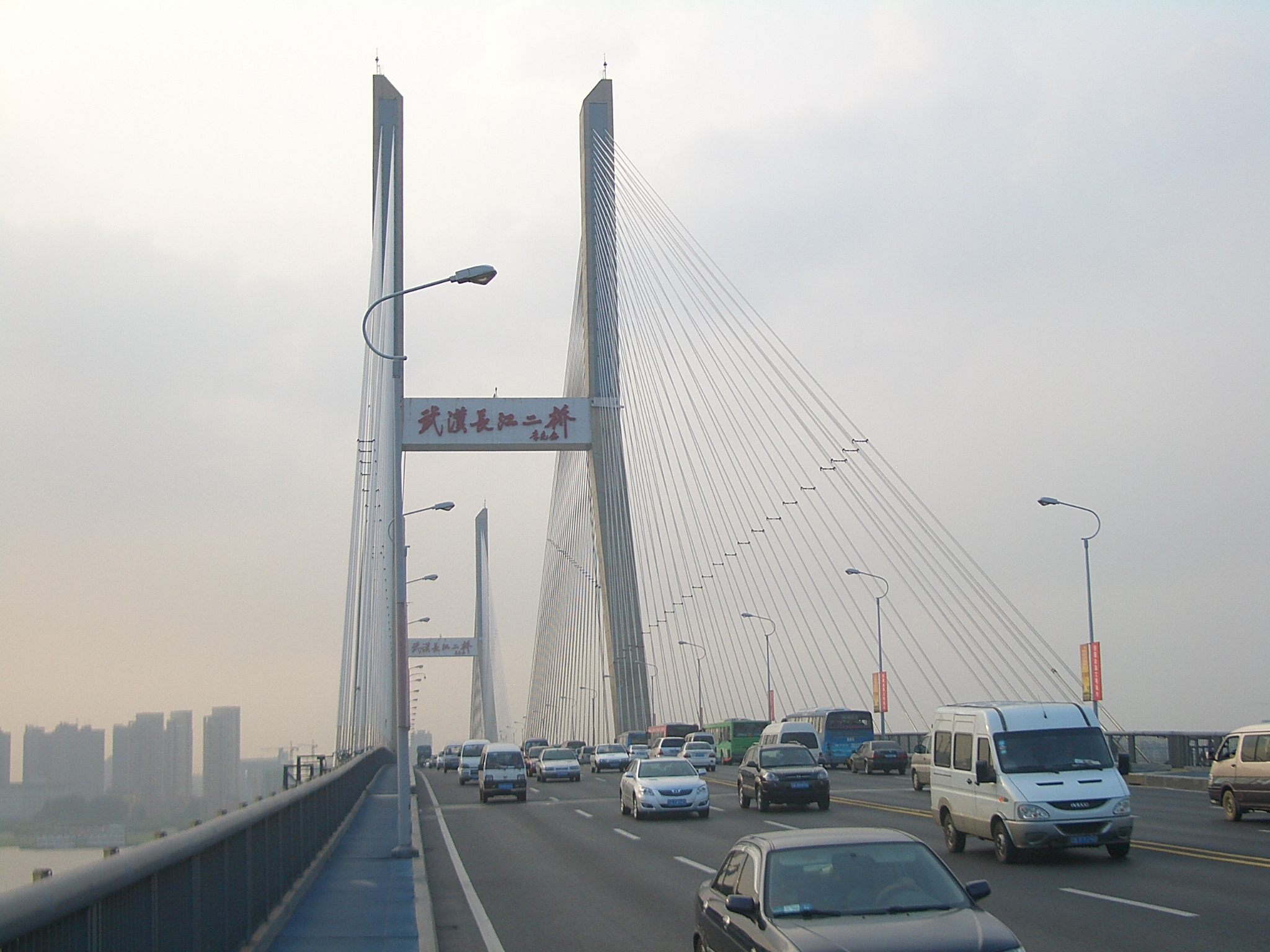
桥面，摄于2008年
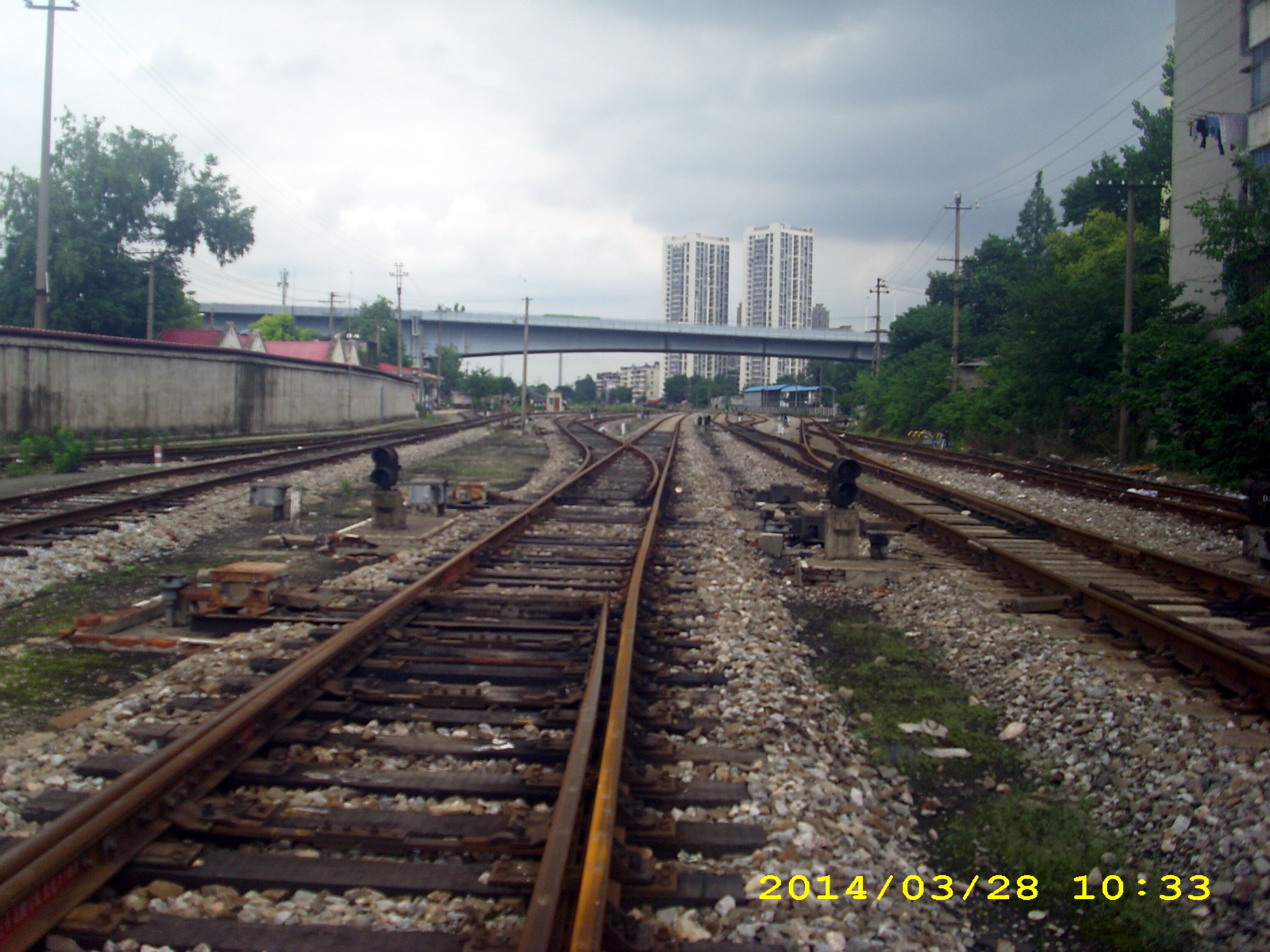
长江二桥武昌桥头曾跨越武昌北站调车场及武昌机务段旧址，摄于2017年
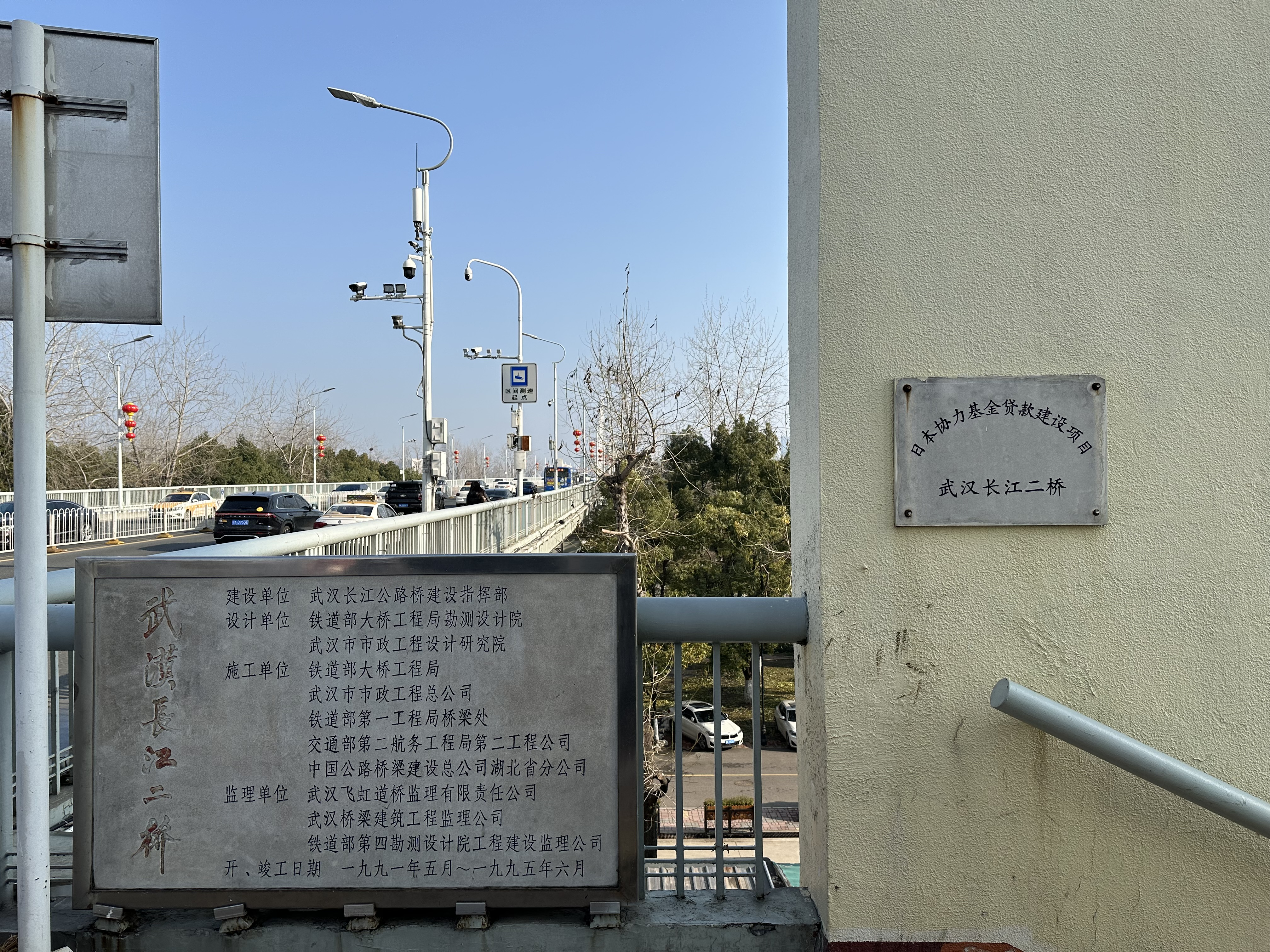
日本协力基金贷款建设项目标志，位于汉口引桥西南侧
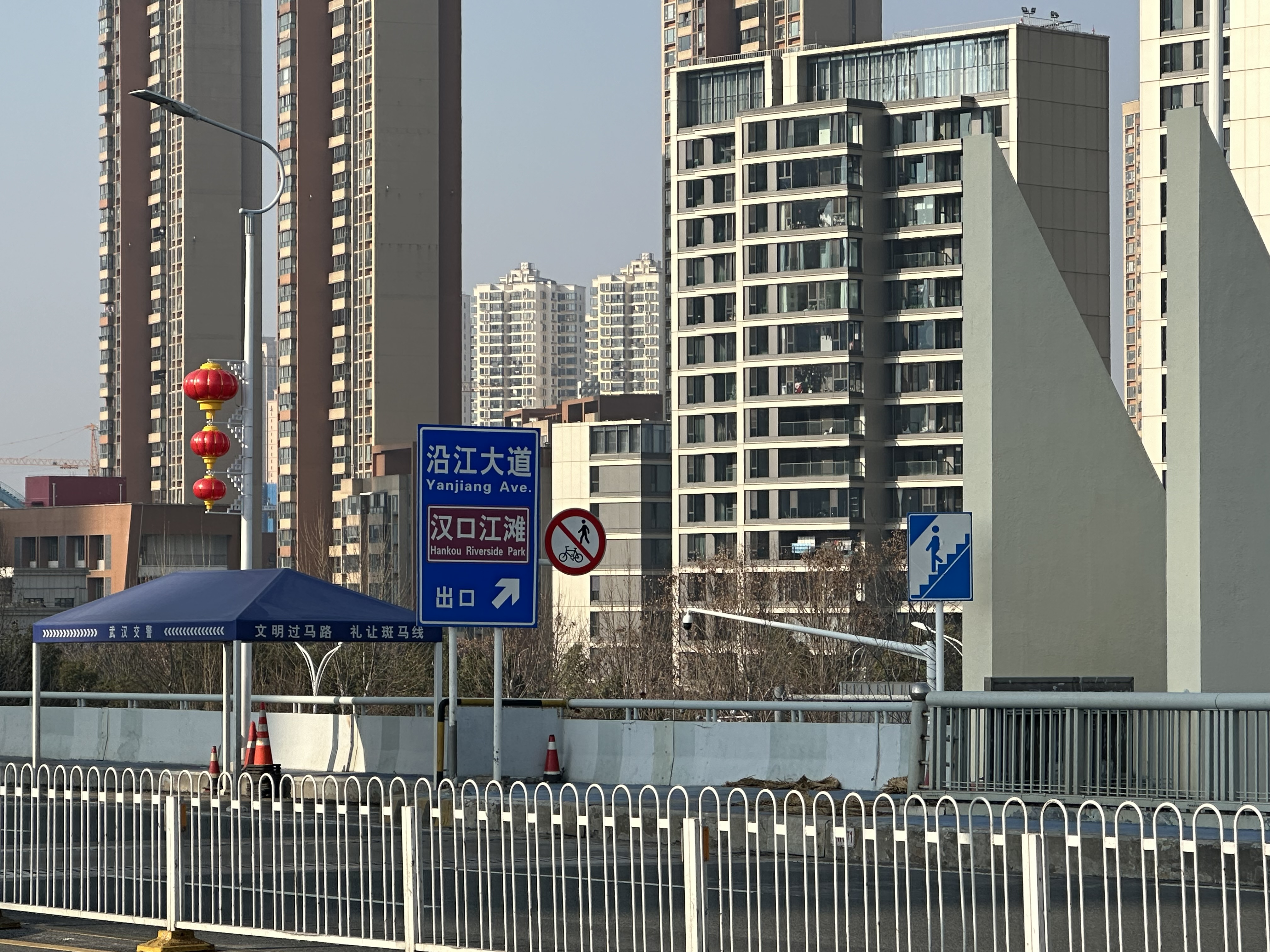
行人上下桥面的通道，位于汉口引桥东北侧
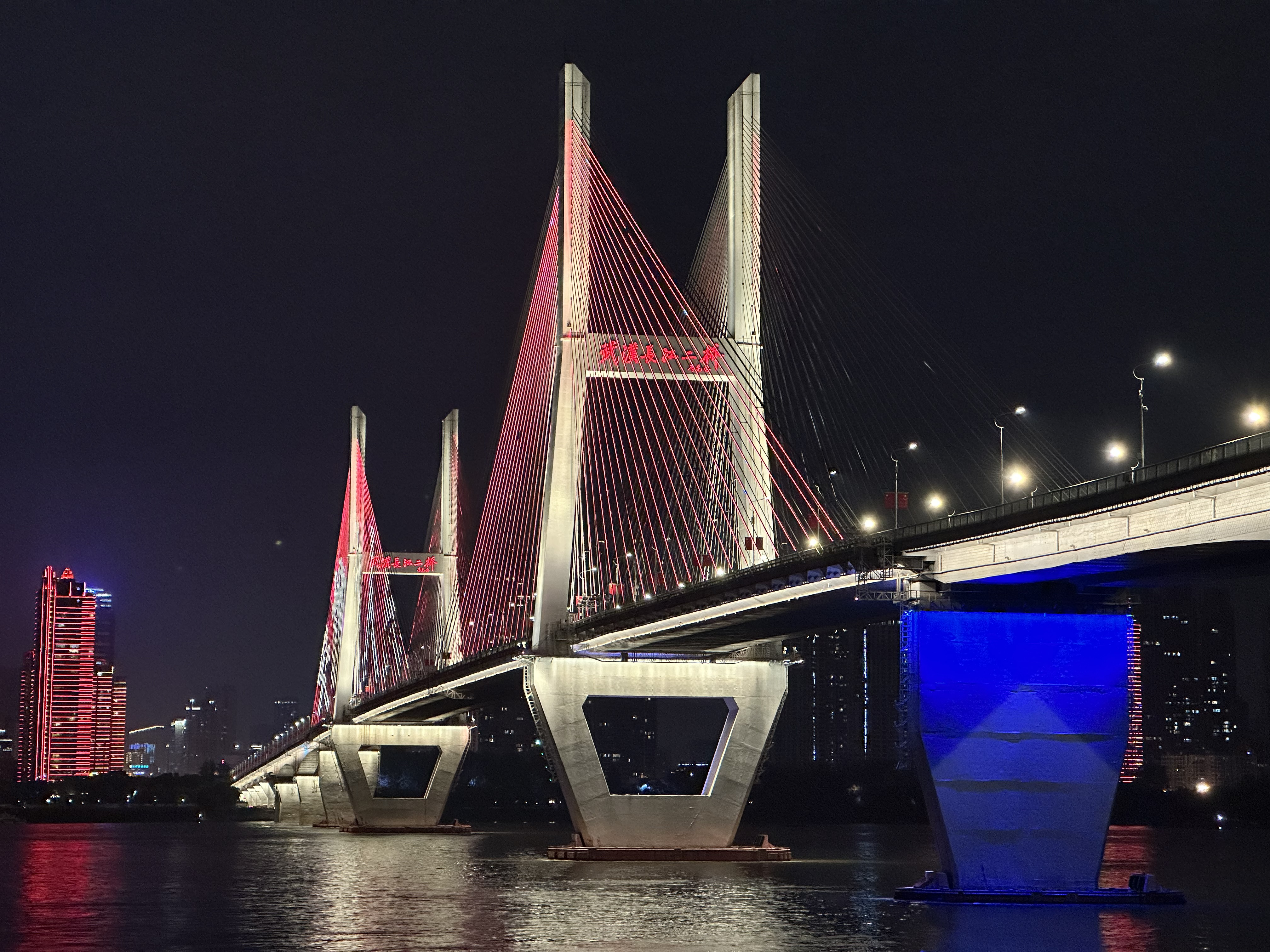
夜晚的长江二桥，摄于2023年
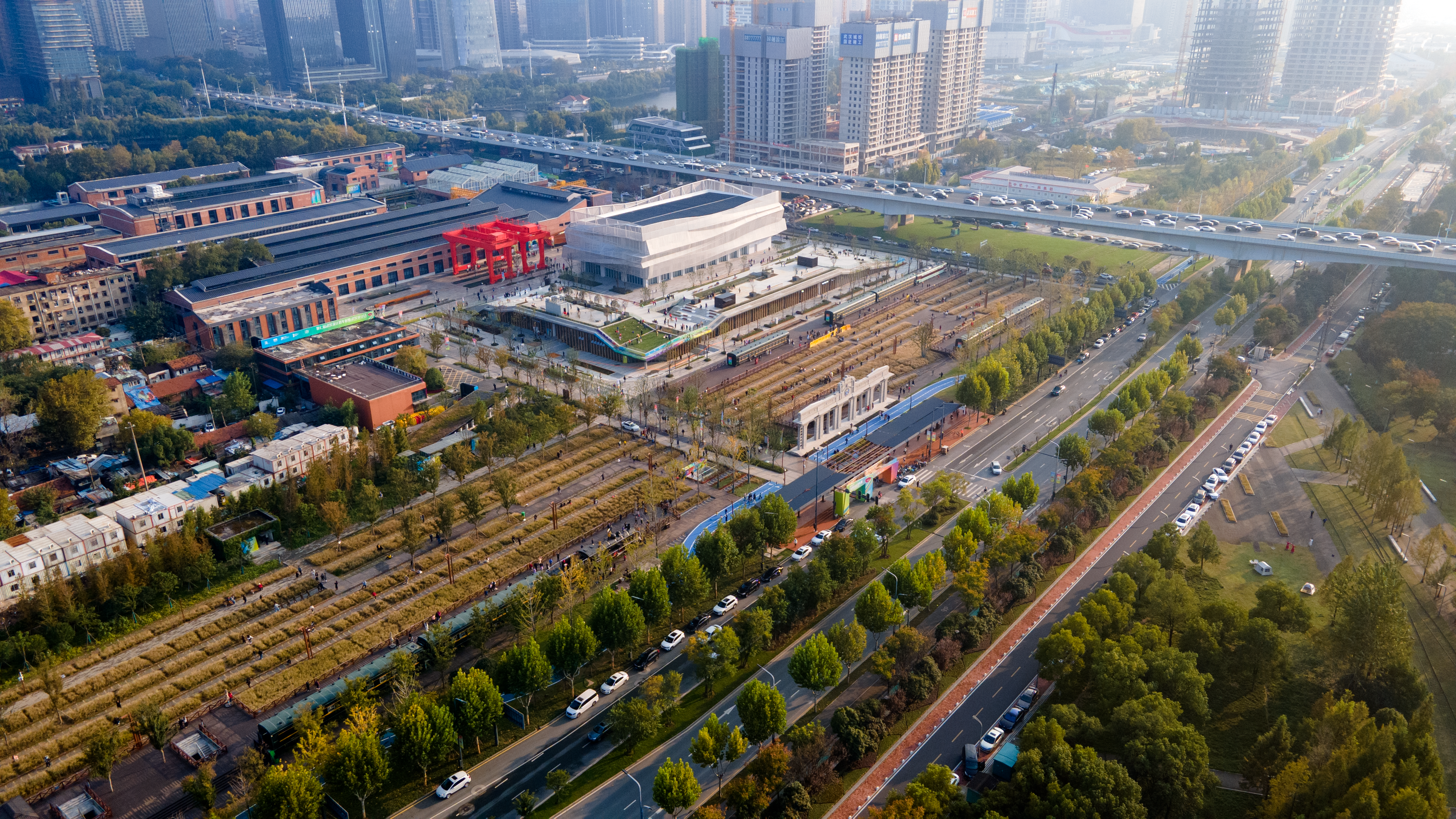
业已改建成四美塘铁路遗址文化公园的武昌北站及武昌机务段